# Jüdischer Friedhof (Trhový Štěpánov)

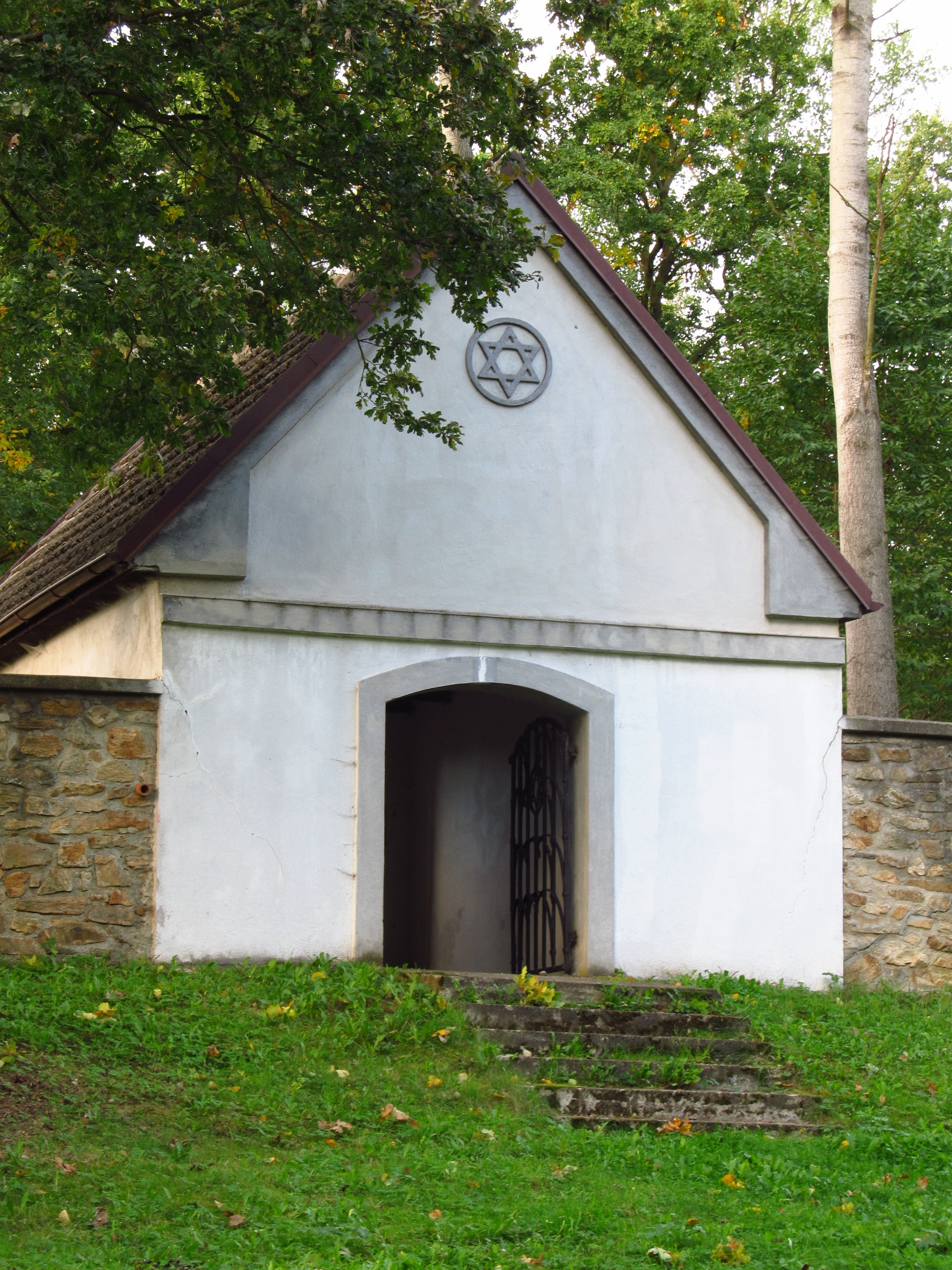
Eingang zum jüdischen Friedhof in Trhový Štěpánov

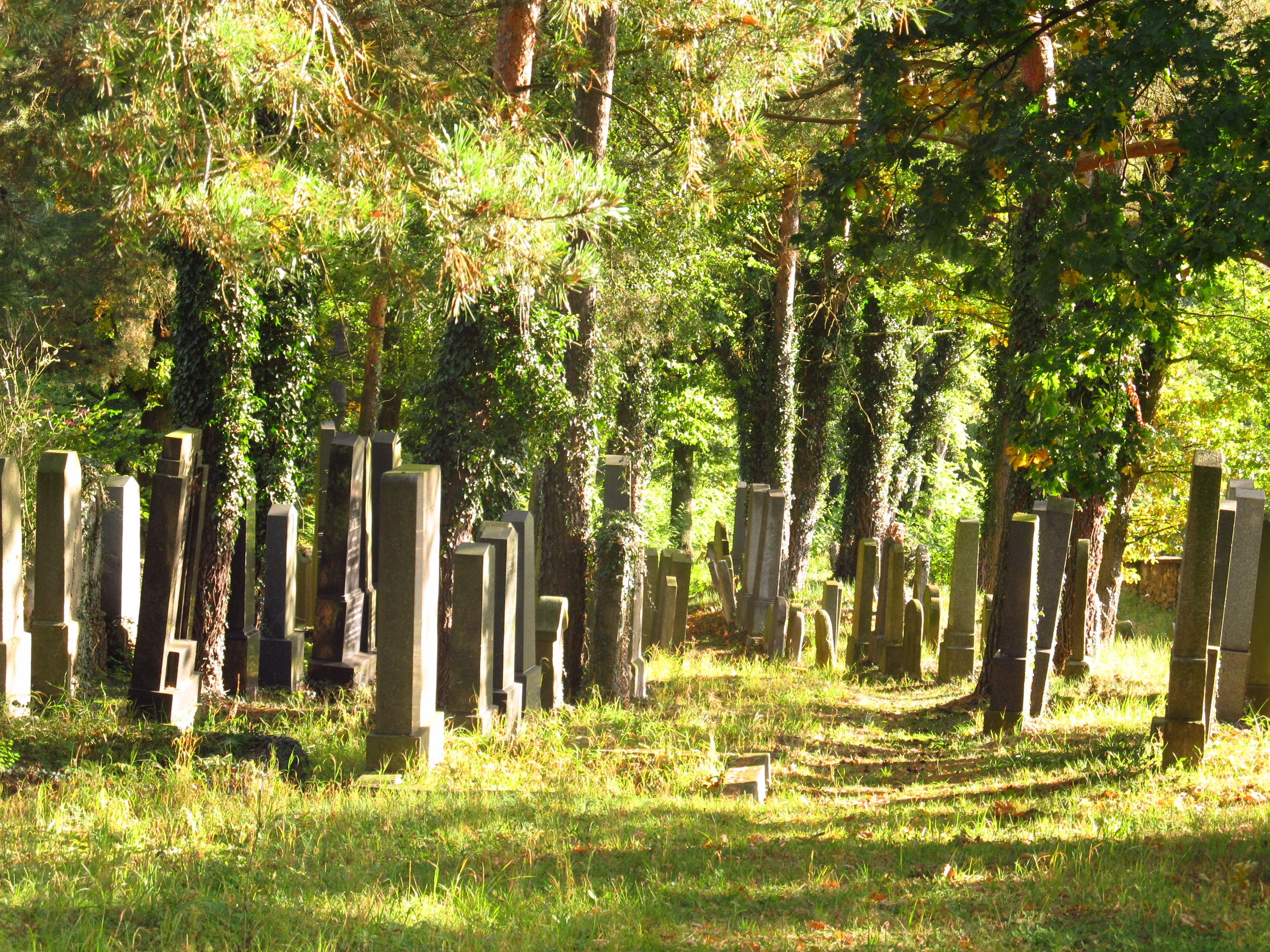
Ansicht

Der Jüdische Friedhof in Trhový Štěpánov (deutsch Markt Stiepanau), einer tschechischen Stadt im Okres Benešov in der Mittelböhmischen Region, soll aus dem Jahr 1434 stammen. Der jüdische Friedhof südlich der Stadt ist seit 1988 ein geschütztes Kulturdenkmal. Die ältesten Grabsteine stammen aus dem Jahr 1711.